# Paik Gahuim
Paik Gahuim (* 26. Juli 1974 in Iksan, Chŏllabuk-do) ist ein südkoreanischer Schriftsteller.

## Leben
Paik Gahuim wurde am 26. Juli 1974 in Iksan, Provinz Nord-Chŏlla geboren. Er debütierte 2001, als seine Kurzgeschichte Plattfisch (광어) einen Literaturwettbewerb gewann. Seine Geschichten hinterlassen beim Leser meist ein unbehagliches Gefühl, so auch im Fall seines Debütwerks, welches mit der detaillierten Anleitung zum Filetieren eines Plattfisches anfängt und dann übergeht in eine Darstellung des Erzählers, der Geschlechtsverkehr mit einer Barhostesse hat, während er an das Innere des Bauches seiner Mutter denkt. Die Geschichte Die Birnenblüten verblühen (배꽃이 지고) beschreibt den schockierenden Missbrauch von behinderten Kindern. In einem anderen Werk, Welcome, Baby (웰컴, 베이비), schaut ein Kind, das sich in einem Kleiderschrank in einem Motel befindet, einem Pärchen beim Geschlechtsverkehr zu, ein Säugling ohne Augen und Ohren wird ausgesetzt und ein Mann versucht sich an einem Deckenventilator aufzuhängen. In Hier kommt die Grille (귀뚜라미가 온다) entscheidet sich eine Mutter, die von ihrem eigenen Sohn misshandelt wird, gemeinsam mit diesem Selbstmord zu begehen, und in Schuhe (구두) ermordet ein Vater seine ganze Familie und nimmt sich dann selber das Leben. Obwohl all diese unbarmherzigen Geschichten beim Leser Unbehagen hervorrufen, sind sie nicht von allzu weit hergeholt, da sowohl Zeitungen, Fernsehen wie auch Internet voll solcher Geschichten sind.
Paiks Charaktere neigen dazu, vernachlässigt und verdrängt zu werden – Charaktere, die sich sowohl sozial wie auch ökonomisch am Boden der Gesellschaft befinden: Prostituierte, Wanderarbeiter, Matrosen, die vor dem Gesetz fliehen, geistig und körperlich Behinderte, obdachlose Senioren in verlassenen Gebäuden und Frauen, die körperlich oder sexuell misshandelt wurden. Ein großer Teil seiner Charaktere leidet an Sprachstörungen oder besitzt nicht die nötige Zurechnungsfähigkeit, um zu begreifen, wie ernst die Situation ist, in der sie sich befinden. Die, die ihre Situation voll und ganz verstehen, haben nicht genug Bildung genossen, um sich zu artikulieren.
In seiner Prosa beleuchtet er die dunkelsten Flecken der Gesellschaft, indem er diese grauenvollen Seiten beschreibt. Auch wenn es Lesern schwerfallen mag, sich mit diesen negativen Aspekten auseinanderzusetzen, die man am liebsten ignorieren würde, so erinnert uns Paik daran, dass Anerkennung und Akzeptanz die Voraussetzungen für die Lösung der Probleme sind.

## Schriften

### Koreanisch
- 광어 Plattfisch (2001)
- 배꽃이 지고 Die Birnenblüten verblühen (2005)
- 귀뚜라미가 온다 Hier kommt die Grille (2005)
- 배(船)의 무덤 Das Schiffsgrab (2005)
- 웰컴, 베이비 Welcome, Baby (2007)